# Adrien Jardinier
Adrien Jardinier, né le 15 avril 1808 à Monthey et mort le 26 février 1901 à Sion, est un prêtre catholique suisse, évêque de Sion de 1875 à 1901.

## Biographie
Adrien Jardinier naît le 15 avril 1808 à Monthey. Il étudie au collège, puis fait son séminaire à Sion avant d'être ordonné prêtre en 1832. Il exerce son sacerdoce à Monthey et à Troistorrents. En 1877, le Conseil d'État le nomme évêque de Sion à la suite du décès de Pierre-Joseph de Preux. Il est le premier Bas-Valaisan élevé à cette fonction,.
De 1891 à 1894, il préside la Conférence des évêques suisses.
Comme il rencontre des problèmes de santé vers la fin de sa vie, Jules-Maurice Abbet est nommé comme coadjuteur à ses côtés.
Il meurt le 26 février 1901, à l'âge de 92 ans,.